# Rockstar Lincoln
（前稱）是一家設立在英格蘭林肯的電子遊戲開發商，是Rockstar Games的子公司。它們是一間致力於遊戲的品質保證和軟件本地化的遊戲工作室，負責對Rockstar旗下工作室開發的遊戲進行遊戲測試和翻譯。
在成為單一的品質保證公司之前，Rockstar Lincoln曾開發過Game Boy Color上的俠盜獵車手和Las Vegas Cool Hand等遊戲。

## 外部連結
- Rockstar Lincoln官方网站（英文）
- Rockstar Games官方网站（英文）